# Mathews, Virginia
Mathews eller Mathews Court House är administrativ huvudort i Mathews County i Virginia. Vid 2010 års folkräkning hade Mathews 555 invånare. Den nuvarande domstolsbyggnaden i Mathews byggdes 2003–2006, medan den gamla domstolsbyggnaden byggdes 1792–1795.